# Angelo Caroselli
Angelo Caroselli (Rome, 1585-1652) est un peintre italien baroque qui a été actif dans sa ville natale dans la première moitié du XVIIe siècle.

## Biographie
Angelo Caroselli est né à Rome le 10 février 1585. Artiste autodidacte expérimental et inquiet, il a eu l'occasion d'établir des contacts et de faire des rencontres également en dehors du milieu de la peinture romaine, qui était néanmoins le lieu principal de son activité : en effet, il est documenté à Rome dans la liste des académiciens de San Luca de 1608 à 1636.
De style éclectique, Angelo Caroselli est influencé par le Caravage et les Bamboccianti. Il est le beau-frère de Filippo Lauri.
Son fils Carlo Caroselli et Pietro Paolini furent de ses élèves.
Angelo Caroselli est mort à Rome le 8 avril 1652.

## Œuvres
- Martyre de saint Placide et Saint Grégoire célébrant la messe devant le peuple, Santa Francesca Romana.
- Saint Wancesla, Palais du Quirinal
- Deux figures allégoriques, huile sur bois, 30 × 29 cm, Collection Lemme, Rome[2]